# Chiesa di San Leonardo (Masullas)
La chiesa di San Leonardo è un luogo di culto cattolico sita nel comune italiano Masullas. Risulta essere la più antica nel territorio comunale ed è espressione dell'arte romanica.
Non vi sono documenti che attestino l'anno di costruzione, si ipotizza sia stata costruita a metà del XIII secolo.

## Storia
Si tratta di una delle due chiese romaniche, assieme alla chiesa di Santa Lucia, presenti nel centro abitato .
Lo stile della facciata interpreta i modelli dell'architettura romanico-pisana, molto diffuso in Sardegna a partire dal XI secolo. È simbolo di un luogo importante dal punto di vista commerciale nella Marmilla, e nel controllo del percorso tra il Golfo di Oristano e la costa meridionale sarda.
Nel 1859 subì un primo restauro . È stata anche scoperta l'esistenza di un precedente luogo di culto. L'attuale chiesa rispetta la struttura e l'orientamento della preesistente. La chiesa presenta una navata unica ed un'abside semicircolare.